# Karl Llewellyn
Karl Llewellyn (Seattle, 22 maggio 1893 – Chicago, 13 febbraio 1962) è stato un giurista statunitense considerato uno degli esponenti del realismo giuridico. Il Journal of Legal Studies ha identificato Llewellyn come uno dei venti giuristi statunitensi più citati del XX secolo.

## Biografia
Nacque il 22 maggio 1893 a Seattle ma crebbe cresciuto a Brooklyn. Figlio di William Henry Llewellyn, un uomo d'affari di origine gallese, e Janet George, un'appassionata suffragetta e proibizionista di convinzione congregazionalista. Inizialmente frequentò la scuola superiore maschile ma all'età di sedici anni fu mandato a studiare in Germania, al Realgymnasium di Schwerin, dove trascorse tre anni e superò l'Abitur (esame di maturità) nella primavera del 1911; imparò a parlare un ottimo tedesco cosa che gli permise successivamente di pubblicare articoli in quella lingua. Dopo aver frequentato per un breve periodo l'Università di Losanna, nel settembre 1911 entrò allo Yale College e nel 1915 alla Yale Law School, conseguendo un Bachelor of Laws nel 1918 e un Juris Doctor nel 1920. Fu eletto nel comitato editoriale dello Yale Law Journal nel 1916 e si laureò primo della sua classe nel 1918 magna cum laude. A Yale conobbe due eminenti professori di diritto e figure chiave del nascente movimento del realismo giuridico, Arthur Corbin e Wesley Newcomb Hohfeld, la cui influenza su di lui fu profonda.
Quando scoppiò la prima guerra mondiale nel 1914, Llewellyn stava studiando all'estero alla Sorbona di Parigi. Solidale con la causa tedesca, si recò in Germania per arruolarsi nell'esercito, ma il suo rifiuto a rinunciare alla cittadinanza americana lo rese non idoneo. Gli fu permesso di combattere con il 78º reggimento di fanteria prussiano e rimase ferito nella prima battaglia di Ypres. Per le sue azioni fu promosso sergente e decorato con la Croce di Ferro di 2ª classe. Dopo aver trascorso dieci settimane in un ospedale tedesco a Nürtingen e aver visto respinta la sua richiesta di arruolarsi senza giurare fedeltà alla Germania, nel marzo 1915 Llewellyn fece ritorno negli Stati Uniti e ai suoi studi a Yale. Dopo che gli Stati Uniti entrarono in guerra, Llewellyn tentò ad arruolarsi nell'esercito degli Stati Uniti ma fu rifiutato perché aveva combattuto dalla parte tedesca.
Nel 1925 entrò a far parte della facoltà di legge della Columbia Law School, dove vi rimase fino al 1951, quando fu nominato professore della University of Chicago Law School. Mentre era alla Columbia, Llewellyn divenne uno dei maggiori studiosi di diritto del suo tempo ed è ricordato per soprattutto per essere stato uno dei principali sostenitori del realismo giuridico. Fu anche il principale redattore del Uniform Commercial Code (UCC).
Llewellyn sposò la sua ex studentessa Soia Mentschikoff, successivamente divenuta professoressa di diritto e una delle redattrici dell'UCC. Accettò anche un posto di insegnante a Chicago e in seguito divenne preside della Facoltà di Giurisprudenza dell'Università di Miami.[8]
Llewellyn morì a Chicago per un attacco di cuore il 13 febbraio 1962.